# Kunskapare
Kunskapare är ett äldre ord för spion, spejare eller spanare. Beteckningen används fortfarande inom kunskapsorganisationer som Militära underrättelse- och säkerhetstjänsten, men även bland akademiker, konsulter, rådgivare, som arbetar med annan analys och kunskapsbildning.
Från det fornsvenska ordet kunskaper, kännedom, umgänge, bekantskap och från det tyska kundschafter, eg. som skaffar sig kännedom. 